# Гусейнов, Джавид Шакир оглы
Джави́д Шаки́р оглы́ Гусе́йнов (азерб. Cavid Şakir oğlu Hüseynov; 9 марта 1988, Джебраил) — азербайджанский футболист, полузащитник. Выступал в национальной сборной Азербайджана. 

## Биография
Футболом начал заниматься в возрасте 10 лет в Республиканском Олимпийском Спортивном лицее города Баку. Первый тренер — Рахман Тагиев.
Профессиональную футбольную карьеру начал с выступления в клубе премьер-лиги Азербайджана — «Туран» (Товуз). Выступал также в клубах «Олимпик» (Баку) и «Интер» (Баку).
В составе клуба «Интер» (Баку) в 2008 и 2009 годах принимал участие в играх Лиги чемпионов и Лиги Европы.
Летом 2012 года подписал контракт с турецким клубом 1-й лиги «Адана Демирспор», однако в середине сезона 2012/13 уже вернулся в Баку.
С 2014 года выступал за «Габалу».

### Уголовное дело
11 августа 2015 Гусейнов был привлечён к следствию по делу об убийстве журналиста Расима Алиева и взят под стражу сроком на 3 месяца. После матча третьего отборочного раунда Лиги Европы против кипрского «Аполлона», который состоялся 6 августа, Алиев в Facebook раскритиковал Гусейнова за то, что тот после матча показывал флаги Турции и Азербайджана. Оскорбительный же жест, был показан болельщикам противника, потому что в первой игре на Кипре те поджигали на трибунах флаг Азербайджана. 8 августа Алиев был избит и скончался на следующий день. 9 числа Гусейнов был отстранен от основного состава команды, а его двоюродный брат Эльшан Исмайлов был арестован в качестве главного подозреваемого в убийстве.
31 мая 2016 Гусейнов был приговорён к четырём годам лишения свободы. Но обвинения сняли по окончании следствия, Гусейнов вернулся в команду в качестве капитана.

### Сборная Азербайджана
Дебют в составе национальной сборной Азербайджана состоялся 4 июня 2008 года, в городе Андорра-ла-Велья, во время товарищеского матча со сборной Андорры. Выступал также в юношеской сборной Азербайджана до 19 лет.
| №  | Дата             | Оппонент          | Счёт | Голы | Пасы | Карточки | Минуты | Соревнование             |
| -- | ---------------- | ----------------- | ---- | ---- | ---- | -------- | ------ | ------------------------ |
| 1  | 6 апреля 2008    | Андорра           | 2:1  | —    | —    | —        | 1'     | Товарищеский матч        |
| 2  | 20 августа 2008  | Исландия          | 1:1  | —    | —    | —        | 90'    | Товарищеский матч        |
| 3  | 27 августа 2008  | Иран              | 0:1  | —    | —    | —        | 54'    | Товарищеский матч        |
| 4  | 6 сентября 2008  | Уэльс             | 0:1  | —    | —    | —        | 45'    | Отбор ЧМ-2010 (группа D) |
| 5  | 10 сентября 2008 | Лихтенштейн       | 0:0  | —    | —    | —        | 45'    | Отбор ЧМ-2010 (группа D) |
| 6  | 11 октября 2008  | Финляндия         | 0:1  | —    | —    | —        | 31'    | Отбор ЧМ-2010 (группа D) |
| 7  | 15 октября 2008  | Бахрейн           | 2:1  | —    | —    | —        | 66'    | Товарищеский матч        |
| 8  | 19 ноября 2008   | Албания           | 1:1  | —    | —    | —        | 45'    | Товарищеский матч        |
| 9  | 1 февраля 2009   | Узбекистан        | 1:1  | —    | —    | —        | 45'    | Товарищеский матч        |
| 10 | 11 февраля 2009  | Кувейт            | 1:1  | —    | —    | —        | 45'    | Товарищеский матч        |
| 11 | 2 июня 2009      | Турция            | 0:2  | —    | —    | —        | 57'    | Товарищеский матч        |
| 12 | 6 июня 2009      | Уэльс             | 0:1  | —    | —    | —        | 40'    | Отбор ЧМ-2010 (группа D) |
| 13 | 9 июня 2009      | Испания           | 0:6  | —    | —    | —        | 90'    | Товарищеский матч        |
| 14 | 5 сентября 2009  | Финляндия         | 1:2  | —    | —    | —        | 45'    | Отбор ЧМ-2010 (группа D) |
| 15 | 9 сентября 2009  | Германия          | 0:4  | —    | —    | —        | 24'    | Отбор ЧМ-2010 (группа D) |
| 16 | 10 октября 2009  | Лихтенштейн       | 2:0  | —    | —    | —        | 1'     | Отбор ЧМ-2010 (группа D) |
| 17 | 14 октября 2009  | Россия            | 1:1  | —    | —    | —        | 17'    | Отбор ЧМ-2010 (группа D) |
| 18 | 26 мая 2010      | Молдова           | 1:1  | —    | —    | —        | 28'    | Товарищеский матч        |
| 19 | 2 июня 2010      | Гондурас          | 0:0  | —    | —    | —        | 45'    | Товарищеский матч        |
| 20 | 11 августа 2010  | Кувейт            | 1:1  | —    | —    | —        | 4'     | Товарищеский матч        |
| 21 | 17 ноября 2010   | Черногория        | 0:2  | —    | —    | —        | 24'    | Товарищеский матч        |
| 22 | 9 февраля 2011   | Венгрия           | 0:2  | —    | —    | —        | 7'     | Товарищеский матч        |
| 23 | 29 марта 2011    | Бельгия           | 1:4  | —    | —    | —        | 11'    | Отбор ЧЕ-2016 (группа A) |
| 24 | 3 июня 2011      | Казахстан         | 1:2  | —    | —    | —        | 61'    | Отбор ЧЕ-2016 (группа A) |
| 25 | 10 августа 2011  | Македония         | 0:1  | —    | —    | —        | 15'    | Товарищеский матч        |
| 26 | 15 августа 2012  | Бахрейн           | 3:0  | 79′  | —    | —        | 90'    | Товарищеский матч        |
| 27 | 11 сентября 2012 | Португалия        | 0:3  | —    | —    | —        | 59'    | Отбор ЧМ-2014 (группа F) |
| 28 | 16 октября 2012  | Россия            | 0:1  | —    | —    | —        | 45'    | Отбор ЧМ-2014 (группа F) |
| 29 | 14 ноября 2012   | Северная Ирландия | 1:1  | —    | —    | 90'      | 90'    | Отбор ЧМ-2014 (группа F) |
| 30 | 1 февраля 2013   | Узбекистан        | 0:0  | —    | —    | —        | 90'    | Товарищеский матч        |
| 31 | 6 февраля 2013   | Лихтенштейн       | 1:0  | —    | —    | —        | 18'    | Товарищеский матч        |
| 32 | 22 марта 2013    | Люксембург        | 0:0  | —    | —    | —        | 3'     | Отбор ЧМ-2014 (группа F) |
| 33 | 26 марта 2013    | Португалия        | 0:2  | —    | —    | —        | 90'    | Отбор ЧМ-2014 (группа F) |
| 34 | 29 мая 2013      | Катар             | 1:1  | —    | —    | —        | 45'    | Товарищеский матч        |
| 35 | 7 сентября 2013  | Израиль           | 1:1  | —    | —    | —        | 12'    | Отбор ЧМ-2014 (группа F) |
| 36 | 11 октября 2013  | Северная Ирландия | 2:0  | —    | —    | —        | 45'    | Отбор ЧМ-2014 (группа F) |
| 37 | 19 ноября 2013   | Кыргызстан        | 0:0  | —    | —    | —        | 45'    | Товарищеский матч        |
| 38 | 5 марта 2014     | Филиппины         | 1:0  | —    | —    | —        | 10'    | Товарищеский матч        |
| 39 | 20 августа 2014  | Узбекистан        | 0:0  | —    | —    | —        | 17'    | Товарищеский матч        |
| 40 | 3 сентября 2014  | Россия            | 0:4  | —    | —    | —        | 33'    | Товарищеский матч        |
| 41 | 10 октября 2014  | Италия            | 1:2  | —    | —    | —        | 31'    | Отбор ЧЕ-2016 (группа H) |
| 42 | 13 октября 2014  | Хорватия          | 0:6  | —    | —    | —        | 49'    | Отбор ЧЕ-2016 (группа H) |
| 43 | 28 марта 2015    | Мальта            | 2:0  | 4′   | —    | —        | 90'    | Отбор ЧЕ-2016 (группа H) |
| 44 | 7 июня 2015      | Сербия            | 1:4  | —    | —    | —        | 77'    | Товарищеский матч        |
| 45 | 12 июня 2015     | Норвегия          | 0:0  | —    | —    | —        | 90'    | Отбор ЧЕ-2016 (группа H) |
| 46 | 9 марта 2017     | Катар             | 2:1  | —    | —    | —        | 82'    | Товарищеский матч        |
| 47 | 26 марта 2017    | Германия          | 1:4  | —    | —    | —        | 90'    | Отбор ЧМ-2018 (группа С) |
| 48 | 10 июня 2017     | Северная Ирландия | 0:1  | —    | —    | 56'      | 90'    | Отбор ЧМ-2018 (группа С) |
| 49 | 1 сентября 2017  | Норвегия          | 0:2  | —    | —    | —        | 90'    | Отбор ЧМ-2018 (группа С) |
| 50 | 4 сентября 2017  | Сан-Марино        | 5:1  | —    | 1    | —        | 69'    | Отбор ЧМ-2018 (группа С) |
| 51 | 5 октября 2017   | Чехия             | 1:2  | —    | —    | —        | 79'    | Отбор ЧМ-2018 (группа С) |
| 52 | 8 октября 2017   | Германия          | 1:5  | —    | —    | —        | 69'    | Отбор ЧМ-2018 (группа С) |
| 53 | 30 января 2018   | Молдова           | 3:1  | —    | —    | —        | 90'    | Товарищеский матч        |
| 54 | 5 июня 2018      | Казахстан         | 0:3  | —    | —    | —        | 63'    | Товарищеский матч        |
| 55 | 9 сентября 2019  | Хорватия          | 1:1  | —    | —    | —        | 60'    | Отбор ЧЕ-2020 (группа E) |
| 56 | 9 октября 2019   | Бахрейн           | 3:2  | —    | —    | —        | 13'    | Товарищеский матч        |

Итого: сыграно матчей: 56 / забито голов: 2; победы: 12, ничьи: 18, поражения: 26.

### Тренерская карьера
В 2021 году Джавид Гусейнов основал футбольный клуб «Джебраил». В настоящее время клуб выступает в Первой лиге Азербайджана.
Работал ассистентом главного тренера в клубе «Туран» в 2024 году. 11 ноября 2024 года его контракт с клубом был расторгнут по взаимному соглашению, и в тот же день он был назначен главным тренером «Сабаила».
На пресс-конференции после матча Азербайджанской Премьер-Лиги 16 марта 2025 года, в котором «Сабаил» проиграл «Нефтчи» со счетом 1:2, Джавид Гусейнов подверг жёсткой критике руководство клуба. Спустя всего несколько часов клуб объявил о его увольнении.

## Достижения
«Нефтчи»
- Чемпион Азербайджана (2): 2010/2011, 2011/2012

«Габала»
- Обладатель Кубка Азербайджана: 2018/2019

## Личная жизнь
Женат, имеет трех детей. Отец Джавида Гусейнова — шахид Карабахской войны.